# Lloll Bertran
Maria Dolors Bertran i Díaz (Igualada, 26 d'agost de 1957), més coneguda com a Lloll Bertran, és una actriu i cantant catalana. Ha esdevingut molt popular pels seus treballs a la televisió en programes de Salvador Alsius i Joaquim Maria Puyal i, molt particularment, amb els seus xous a TV3. És llicenciada en Art Dramàtic per l'Institut del Teatre de Barcelona i ha cursat estudis de dansa, cant i música.

## Biografia
Lloll Bertran treballà en els seus inicis a una caixa d'estalvis d'Igualada, compaginant aquesta activitat professional amb els seus estudis a l'Institut del Teatre de Barcelona, on es llicencià en Art dramàtic.
Després demanà una excedència, camí de la seva consolidació plena al món del teatre, on fou actriu en obres com L'auca del senyor Esteve, Cyrano de Bergerac, Putiferi, El dret d'escollir, Lorenzaccio i El misàntrop i es consolidà en la companyia de Josep Maria Flotats.
Participà en els anys 1980 en programes de televisió com Blanc o Negre, de Salvador Alsius, Tres estrelles, del Tricicle, i Crònica negra, sèrie de Ricard Reguant. També treballà en cinema en pel·lícules com Sinatra (1987), de Francesc Betriu i Cabeceran, Gaudí (1989), de Manuel Huerga, És quan dormo que hi veig clar (1989), de Jordi Cadena, Massa vell per a morir jove (1989), d'Isabel Coixet i Els àngels (1989), de Jacob Berger. També fou l'anònima senyora Roser a Catalunya Ràdio.
Més tard participà en pel·lícules de televisió com El misàntrop (1991), Bon any (… i ara, què) (1993) i Això s'acaba (1999), i en sèries de televisió com El joc del segle (1991–1992), Quico (1993) i Cosas que importan (2000). En 2008 ha participat en la pel·lícula de Woody Allen Vicky Cristina Barcelona, com l'amiga de Juan Antonio.
Una de les seves interpretacions més conegudes és la de Vanessa a TV3, nascuda en els anys 1990. El personatge és una presentadora femenina de publicitat, exuberant i una mica simplista. La Vanessa va ser reutilitzada moltes vegades, incloent el programa Polònia el 2016.
Durant els anys 1990 i 2000 va començar de protagonitzar produccions de televisió com a còmica major, amb títols com La Lloll (1993–1996 i 2003) i La Lloll: Un xou ben viu (1996).
Ha rebut múltiples premis, entre els quals el Premi Memorial Margarida Xirgu de la temporada 2008-2009, per la seva interpretació a El show de la Lloll. 25 anys.

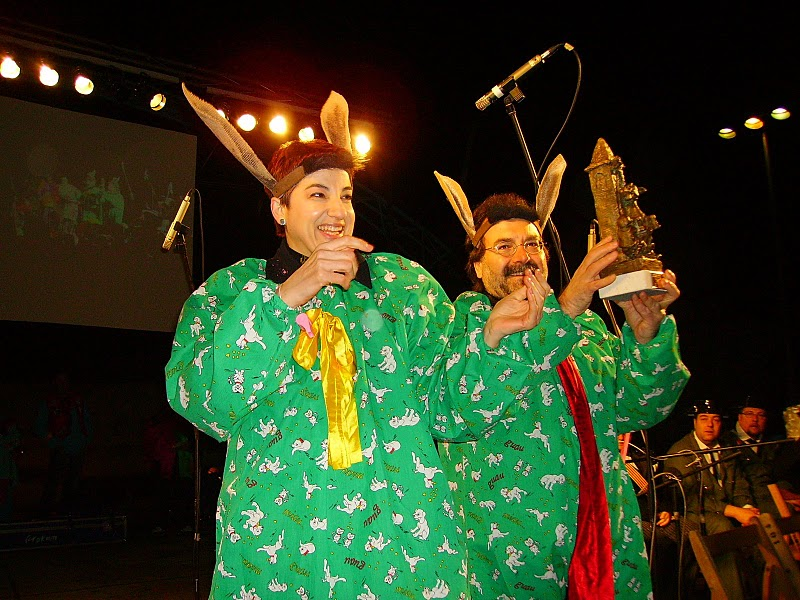
Lloll Bertran i Celdoni Fonoll fent de Mata-rucs d'Honor al Carnaval de Solsona (2007).

### Vida privada
La seva parella és Celdoni Fonoll, cantant i poeta nascut a Calaf.

## Produccions

### Teatre
- L'auca del senyor Esteve (1984)
- Cyrano de Bergerac (1984-1986)
- El dret d'escollir (1987-1988)
- El misantrop (1989)
- Cal dir-ho? (1994)
- Àngels a Amèrica (1996)
- Un dels últims vespres de Carnaval (1990-1991)
- La Lloll, un xou ben viu (1992-1993)
- Pigmalió (1997-1998)
- Tot Lloll (2001)
- Ronda de mort a Sinera (2002)
- La verbena de la Paloma (2004)
- Ocells i cançons... i altres diversions (2004)
- Òscar, una maleta, dues maletes, tres maletes (2007)
- El joc dels idiotes (2008)
- El show de la Lloll. 25 anys (2009) (premi Memorial Margarida Xirgu 2008-2009)[8]
- Bandalismes (2013)[9]
- Don Juan Tenorio (2013)
- Mares! Maternitat a crits (2014)
- El florido pensil (nenes) (2016)
- Molt soroll per no res (2016)
- El secret de la Lloll (2017)
- Pel davant... i pel darrera (2018)
- Les feres de Shakespeare (2019)

### Cinema
- Gaudí (1987)
- Sinatra (1987)
- Massa vell per a morir jove (1988)
- Les anges (1989)
- Ho sap el ministre? (1990)
- Què t'hi jugues, Mari Pili? (1990)
- Aquesta nit o mai. Direcció (1991)
- Ángeles S.A (2007)[10]
- Vicky Cristina Barcelona (2008)

### Televisió
- Tres Estrelles (1987)
- Blanc o negre (1987)
- El joc del segle (1991)
- La Lloll (1993-1996)
- El show de la Diana (1997)
- Laura (1998-1999)
- Festa Major (2002)
- Mar de fons (2006)
- Buscant La Trinca (2009)

## Premis
- Premi Ondas de TV
- Premi Sebastià Gasch de teatre
- Premi 10 anys, els millors de la dècada de TV3
- Premi a la Millor Actriu de televisió de l'AADPCP
- Premi Endavant de TV
- Els 7 de Regió 7
- Premi Lluís Companys d'actuació cívica
- Premi ARC cultura i espectacles, d'humor, varietats i music hall
- Premi Amic de l'Any, de l'associació barcelonina Amics de la Ciutat, conjuntament amb Celdoni Fonoll
- Premi Joan Poch de Mallerich a la trajectòria professional i personal 2008[11]
- Premi Memorial Margarida Xirgu de la temporada 2008-2009, per la seva interpretació a El show de la Lloll. 25 anys.